# Жјетаз
Жјетаз (фр. Giettaz) насеље је и општина у источној Француској у региону Рона-Алпи, у департману Савоја која припада префектури Албервил.
По подацима из 2006. године у општини је живело 504 становника, а густина насељености је износила 14 становника/km². Општина се простире на површини од 35,2 km². Налази се на средњој надморској висини од 1100 метара (максималној 2.611 m, а минималној 1.002 m).

## Демографија
| 1962. | 1968. | 1975. | 1982. | 1990. | 1999. | 2006. | 2011. |
| ----- | ----- | ----- | ----- | ----- | ----- | ----- | ----- |
| 472   | 448   | 452   | 475   | 506   | 488   | 504   | 439   |

График промене броја становника у току последњих година